# 伍健偉
伍健偉（英語：Ng Kin-wai，1995年9月6日—），外號「K先生」，天水連線成員，前元朗區議會嘉湖北選區議員，於2019年香港區議會選舉以165票之差擊敗原任親建制派區議員李月民。因民主派初選案被關押，2021年5月10日辭任區議員職務。

## 生平
伍自小於元朗區長大，曾於銀行業工作，及後因元朗襲擊事件，認為親中派議員壟斷區議會，在重大議題上卻沒有傳遞民間聲音，其後和多名於網上平台認識的天水圍居民組成「天水連線」，出戰2019年香港區議會選舉。

## 參與2019年香港區議會選舉
伍參與2019年香港區議會選舉，出戰嘉湖北選區。於選舉期間，伍和不同民主派元朗區候選人都有合作，例如就民主黨立法會議員、元朗區議員鄺俊宇於2019年9月24日遭數名歹徒伏擊，遇襲受傷，伍和其他民主派人士均有聯署譴責警方執法不公，並要求警察公平執法。
最終得票4,371(49.9%)，擊敗得4,206票(48.0%)的原任親中派議員李月民，及另一無黨派候選人，只得177票(2.0%)的陶皜訊。

## 議會工作

### 跟進元朗襲擊事件
於2019年香港區議會選舉前，不同的民主派元朗區議員曾多次投票及動議，要求以不同形式跟進元朗襲擊事件，但於元朗區議會佔多數的親中派議員多次投下反對票或棄權票，結果動議均被否決。不過，於2019年選舉後，民主派取得元朗區議會多數議席，至2020年1月7日，元朗區議會召開特別會議，有議員動議成立工作小組徹查事件，調查警暴、濫捕、濫告。在席鄉事派全無投票，動議最終獲得大比數通過，並由張秀賢及伍健偉分別自動當選為小組正副主席。

## 其他事件

### 元朗襲擊事件半周年被捕
在元朗襲擊事件半周年集會，即2020年1月21日晚上，元朗港鐵站正進行放映會叫市民毋忘事件之後，突然有大批防暴警察以查案为由，封鎖大馬路及輕鐵站等多個區域，向市民發射胡椒噴霧。而便衣警員亦於元朗賽馬會公園制服及拘捕兩名只是路過的青年，事後亦留下大灘血跡和濃烈的血腥味。根據元朗區議員林進表示，當時在現場勸架的區議員伍健偉亦無不能倖免被胡椒噴霧噴中及被捕，他其後要求治療，卻被警方以沒有需要為由而拒絕。而一名失明女律師到場了解情況時，雖與警方沒有任何接觸，仍遭威嚇干犯襲警罪，以及被侮辱為「戲子」。

### 2月4日警民衝突
因應2019新型冠狀病毒香港疫情，香港不少市民要求對疫情嚴重的中國內地封關，但政府未有接受。於2月4日，天水圍天瑞邨晚上有人群聚集，抗議港府未有封閉較接近天水圍的深圳灣口岸，但結果演變成警民衝突。一眾防暴警員於天瑞邨集結，向街坊、記者作出搜身甚至拘捕，當中大量前線警員不斷主動衝向人群，施放胡椒噴霧，又以催淚彈、橡膠子彈等公然在住宅範圍對市民施放。多名議員及急救員協助途人離開時，一名警員捉住伍並對其眼部噴射胡椒噴霧，其後身體背部及手臂亦受橡膠子彈近距離射傷，需要送院治理。明報亦有報導，自己的記者一度被警員截查及以胡椒噴霧指向。

### 遊行要求徹查元朗襲擊事件被拘捕
2020年7月19日，伍在內的多名元朗區議員在計劃襲擊事件事發地點遊行前往元朗警署，要求警方徹查事件真相，尤其是有關「警黑勾結」的嫌疑。雖然因應政府近日再度收緊防疫措施，遊行隊伍已經根據限聚令改為每4人為一隊以免被票控，但是大批防暴警察依然多次截查遊行隊伍。其中，警方更以涉嫌組織未經批准集結的罪名，把伍及其天水連線的黨友侯文健、林進和關俊笙拘捕。4人在被拘留24小時後終獲釋，直指警方是因近日有傳媒揭發更多7-21襲擊涉嫌警黑合謀的證據，質疑該次拘捕行動是報復。
2021年5月7日，伍健偉及林進在屯門裁判法院被改控「組織受禁群組聚集罪」，兩人認罪判罰款1萬元。

### Facebook專頁求like事件
2020年8月26日晚，伍健偉因其個人專頁讚好數少於何君堯而於專頁發佈帖子:「如果本人專頁的支持者仍低於何君堯（138542讚好者），本人將辭去區議員職務，日後絕不從事任何政治工作」、「一星期後得唔到香港人表態，我對香港將極度失望，自己辭職，絕不再從政」等。惜此行為卻引來反效果，大多數市民不支持其行為，反指對伍健偉失望、行為幼稚、要脅民意等。網民雖然大多不支持其行為，但是唯為了保留伍健偉的議席，仍然大量為其宣傳。短短兩日後，伍健偉的專頁讚好數已突破14萬，使伍健偉不用成為香港首位因讚好數不足而請辭的區議員。

## 資料來源
1. ↑  . 立場新聞.   [2021-05-11]. （原始内容存档于2021-05-14）.
2. ↑  呂諾君. . 香港01. 2019-09-16  [2020-01-07]. （原始内容存档于2020-04-14） （中文（香港））.
3. ↑  . 香港獨立媒體網.   [2020-01-07]. （原始内容存档于2020-01-07）.
4. ↑  . news.rthk.hk.   [2020-01-07]. （原始内容存档于2020-01-08） （中文（臺灣））.
5. ↑  . 明報新聞網 - 即時新聞 instant news.   [2020-01-07]. （原始内容存档于2020-01-08） （中文（繁體））.
6. ↑  鄒文妮, 黎靜珊, 鄧詠中, 楊婉婷, 孔繁栩, 魯嘉裕, 黃廸雯. . 香港01. 2020-01-21  [2020-02-06]. （原始内容存档于2020-02-06） （中文（香港））.
7. ↑  .   [2020-01-22]. （原始内容存档于2020-01-21）.
8. 1 2  . 明報新聞網 - 即時新聞 instant news.   [2020-02-06]. （原始内容存档于2020-02-05） （中文（繁體））.
9. ↑  . www.facebook.com.   [2020-02-06]. （原始内容存档于2020-02-21） （中文（简体））.
10. 1 2  . 明報新聞網 - 即時新聞 instant news.   [2021-04-27]. （原始内容存档于2020-02-05） （中文（繁體））.
11. ↑  . hk.news.yahoo.com.   [2021-04-27]. （原始内容存档于2021-04-29） （中文（香港））.
12. ↑  湯惠芸. .   [2020-07-22]. （原始内容存档于2020-08-17）.
13. ↑  . 立場新聞.   [2021-05-07]. （原始内容存档于2021-05-07）.
14. ↑  https://m.facebook.com/story.php?story_fbid=3272943472784121&id=2354413427970468

| 議會席位      | 議會席位                                 | 議會席位    |
| ------------- | ---------------------------------------- | ----------- |
| 前任： 李月民 | 元朗區議會嘉湖北議員 2020年-2021年5月9日 | 繼任： 懸空 |